# Sint-Agathakerk (Wilsele)
De Sint-Agathakerk is een Belgisch rooms-katholiek kerkgebouw bestemd voor de eredienst in de parochie Wilsele-Putkapel op het grondgebied van de Leuvense deelgemeente Wilsele. De kerk werd gebouwd naar ontwerp van de Leuvense architect Pierre Langerock. Het schip en de dwarsbeuken zijn nagenoeg dezelfde als die van de kerk uit Sint-Pieters-Rode, deelgemeente van Holsbeek.  Andere parochies die zich tevens (gedeeltelijk) op het grondgebied van Wilsele bevinden zijn de Sint-Martinusparochie (Wilsele-Dorp) en de Sint-Carolusparochie (Attenhoven). Samen met de Wijgmaalse Sint-Hadrianusparochie vormen zij de pastorale federatie Wilsele.

## Voorgeschiedenis
De inwoners van het gehucht Putkapel dienden voor het religieuze leven steeds naar Wilsele-Dorp te trekken. Vanaf de 14e eeuw, pas met zekerheid vanaf 1400, bestond er een kapel te Put, waarvan de plaatsnaam Putkapel later ook zou komen. Deze kapel stond in de nabijheid van een openbare waterput en kreeg de heilige Agatha als patroonheilige, met een Latijnse spreuk, volgens de historiograaf Joannes Molanus, voluit geheten Sancta Agatha ad fontem, waarbij fontem zowel op de bron als op de Vunt kan slagen.
Voor 15 september 1451 brandde de vermoedelijk uit hout bestaande kapel volledig af. Het jaar van wederopbouw, in baksteen, is onbekend, maar wat vaststaat is dat de bakstenen kapel rond 1620 een nieuw dak kreeg. Kroniekschrijver baron van Schore, tekende in 1762 op dat er niemand meer iets wist over het verleden van de kapel van Put. In 1783 bevond de kapel zich opnieuw in een zeer vervallen toestand. Er was toen sprake van de bouw van een nieuwe kapel of kerk, maar de uitgebroken Franse Revolutie liet niet toe de plannen uit te voeren. In 1805-1806 werden de meest dringende herstellingswerken uitgevoerd en kreeg de kapel ook een extra bestemming buiten de eredienst: er werd voortaan ook onderwezen, als dorpsschool.
Vanaf 1835 werden er geen rectoren meer benoemd om in de eredienst te voorzien, maar kapelaans. Dit met het oog op de steeds groter wordende bevolking in Putkapel. De kapel werd hierdoor ook aanzienlijk vergroot, in 1842, dankzij de weldoender Peter Mouts. De kapel kon sindsdien plaats bieden aan 200 personen. In 1867 was de kapel opnieuw in slechte staat, en werd in plaats van een herstelling besloten door de kerkraad van Sint-Martinus te Wilsele-Dorp om een nieuwe kerk te bouwen.
Deze neogotische kerk werd gebouwd in 1899-1901.

## Beiaard
Sinds 2009 heeft de kerk een vaste beiaard (23 klokjes die 2 octaven beslaan), net naast de kerk, langs de zijde van het kerkplein. Deze beiaard is niet met een stokkenklavier bespeelbaar maar met een synthesizerklavier. De beiaard was een geschenk van de kerkfabriek, met steun van het Leuvense stadsbestuur. De beiaard vormt ook het decor van de jaarlijkse paaseierenworp door de leden van de kerkraad. Mede dankzij dit klokkenspel is Leuven de stad met de meeste beiaarden ter wereld. 